# 饿狼传说3 远古征战
《饿狼传说3 遠古征戰》是一款由SNK制作和发行的街机格鬥遊戲。游戏最初于1995年3月在街机发行。游戏后移植至Neo Geo和世嘉土星。
游戏保留了前作《饿狼传说 Special》的格式和控制。此外游戏还引入了一些其他新的技术，包括控制角色跳跃的高度，阻隔对手在半空中的攻击。
《Fami通》给予本游戏Neo Geo版本32/40的分数。

## 外部連結
- 系列官方網站 （页面存档备份，存于）（日語）